# فایزه تسابت
فایزه تسابت (انگلیسی: Faïza Tsabet؛ زادهٔ ۲۲ مارس ۱۹۸۵) بازیکن والیبال زن اهل الجزایر است.